# Ginsburgellus
Ginsburgellus is een monotypisch geslacht van straalvinnige vissen uit de familie van grondels (Gobiidae).

## Soort
- Ginsburgellus novemlineatus (Fowler, 1950)